# Metropolitan State University
La Metropolitan State University, ou MSU, est une université américaine située à Saint Paul dans le Minnesota.

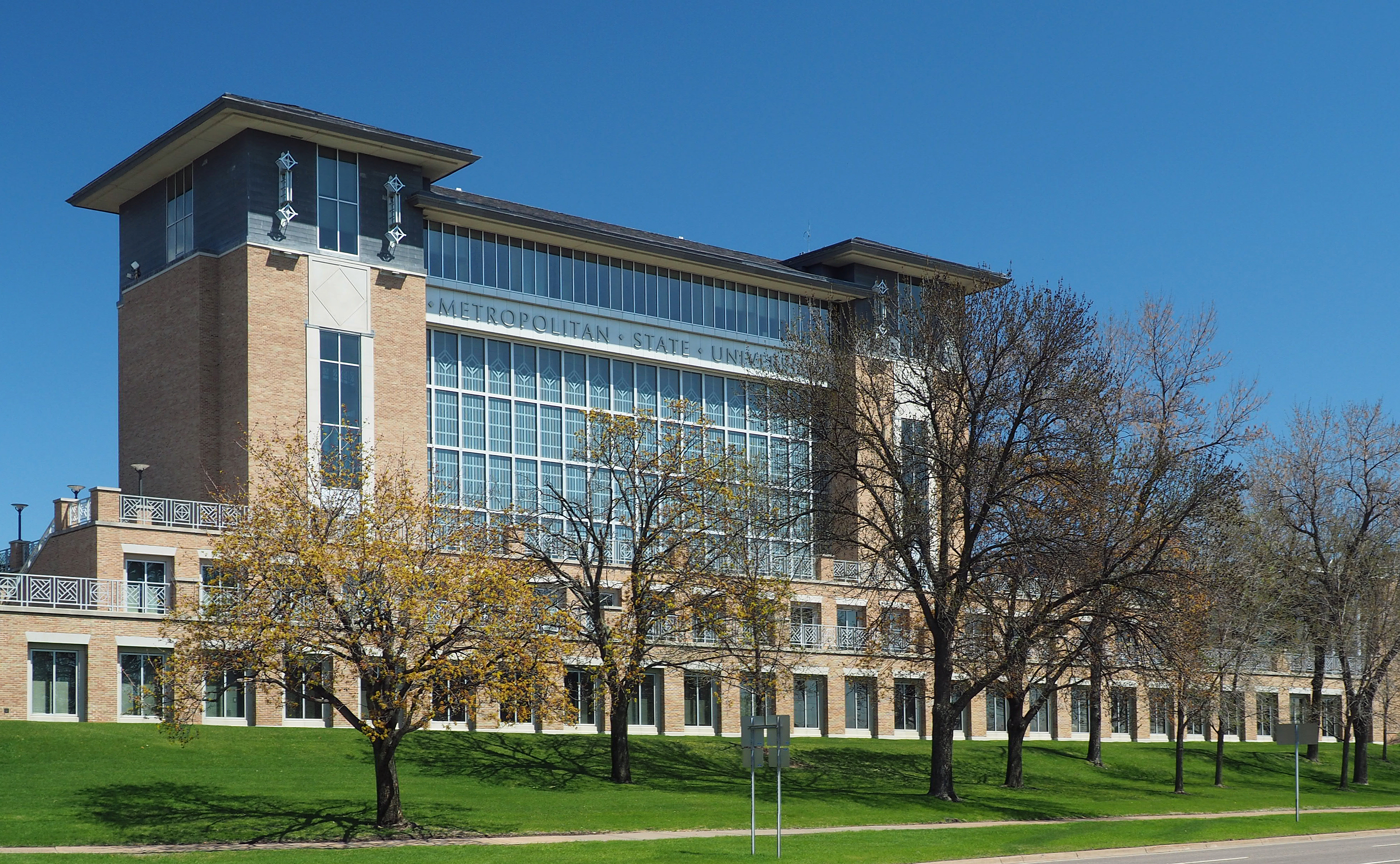
Bâtiment "New Main" de la Metropolitan State University.

## Source
- (en) Cet article est partiellement ou en totalité issu de l’article de Wikipédia en anglais intitulé « Metropolitan State University » (voir la liste des auteurs).